# JR三山木駅
JR三山木駅（ジェイアールみやまきえき）は、京都府京田辺市三山木高飛にある、西日本旅客鉄道（JR西日本）片町線（学研都市線）の駅。駅番号はJR-H22。

## 歴史
- 1952年（昭和27年）12月1日：日本国有鉄道片町線の祝園駅 - 田辺駅（現在の京田辺駅）間に上田辺駅（かみたなべえき）として新設（隣の下狛駅も同日開業）[2]。1面1線の無人駅。
- 1987年（昭和62年）4月1日：国鉄分割民営化で、西日本旅客鉄道（JR西日本）の駅となる[2]。
- 1988年（昭和63年）3月13日：路線愛称の制定により、「学研都市線」の愛称を使用開始。
- 1997年（平成9年）3月8日：JR三山木駅に改称[3]。
- 1999年（平成11年）
  - 3月5日：自動改札機を設置し、供用開始[4]。
  - 12月：高架化工事に着手[5]。
- 2002年（平成14年）3月16日：木津方へ200m移転し高架化[6]。同時に、島式1面2線の行き違い可能駅となる[6]。
- 2003年（平成15年）11月1日：ICカード「ICOCA」の利用が可能となる。
- 2007年（平成19年）3月20日：駅前広場が一部完成し、暫定的に使用開始[7]。
- 2008年（平成20年）3月17日：駅前広場が完成[8]。
- 2010年（平成22年）
  - 3月13日：7両編成での運転を開始。これに伴いホームを7両編成対応に延長。
  - 12月1日：エレベーターの使用を開始[9]。
- 2018年（平成30年）3月17日：駅ナンバリングが導入され、使用を開始。

### 駅名の由来
「三山木」は所在地に由来し、当駅向かいの近鉄京都線三山木駅と区別するためJRを冠した。1997年（平成9年）までは「上田辺駅」であったが、京田辺市の市制施行に先立ち、JR西日本が結果的に近鉄の駅名に合わせた。

## 駅構造
島式ホーム1面2線を持つ高架駅。2002年（平成14年）3月16日の高架化完成時、ホームは4両編成分の長さだったが、2010年（平成22年）3月13日の改正に伴う京田辺駅 - 木津駅間7両編成化で、7両編成分相当の長さまで拡張工事が行われた。高架駅化後、エレベーター・エスカレーターは設置されなかったが、2010年（平成22年）12月1日から使用可能となった。トイレは駅構内に未整備である。駅前の公衆トイレは撤去済み。学研都市線の単線区間では、唯一の高架駅である。
四条畷駅管理の無人駅。ICOCA利用可能駅（相互利用可能ICカードはICOCAの項を参照）で、自動券売機および簡易式の自動改札機が設置されている。

### のりば
| のりば | 路線       | 方向 | 行先             |
| ------ | ---------- | ---- | ---------------- |
| 1・2   | 学研都市線 | 下り | 四条畷・京橋方面 |
| 1・2   | 学研都市線 | 上り | 木津方面         |

- 上表の路線名は旅客案内上の名称（愛称）で表記している。
- 1番線が上下本線、2番線が上下副本線の一線スルーである。列車の行き違いがある場合を除き両方向とも1番線に停車する（ただし夜の木津行きは2番のりばを使用する）。2010年（平成22年）3月13日改正ダイヤでは、日中から夕方にかけて当駅で列車の行き違いを行うため、木津行きの大半は2番のりばの停車となる。1番のりば停車の木津行きは朝と夜の一部列車に限定される。
- 土曜・休日ダイヤでは当駅始発の京橋方面行きの列車が設定されており、2番のりばから発車する。始発の設定に伴って当駅ホーム端のスペースに乗務員待機所が新たに設置された。当駅始発は、2010年（平成22年）3月13日の改正で設定された。

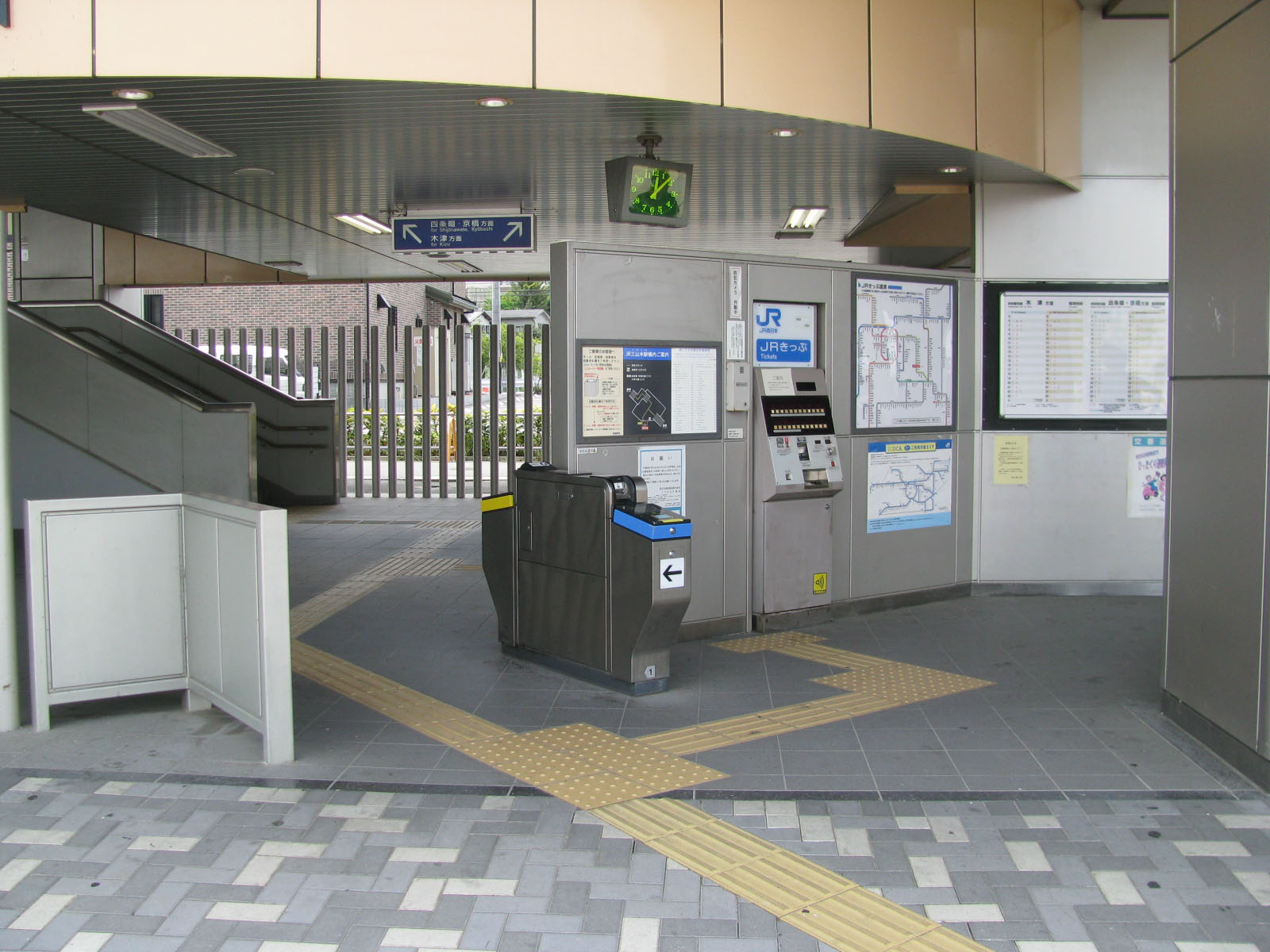
改札付近（2008年8月）
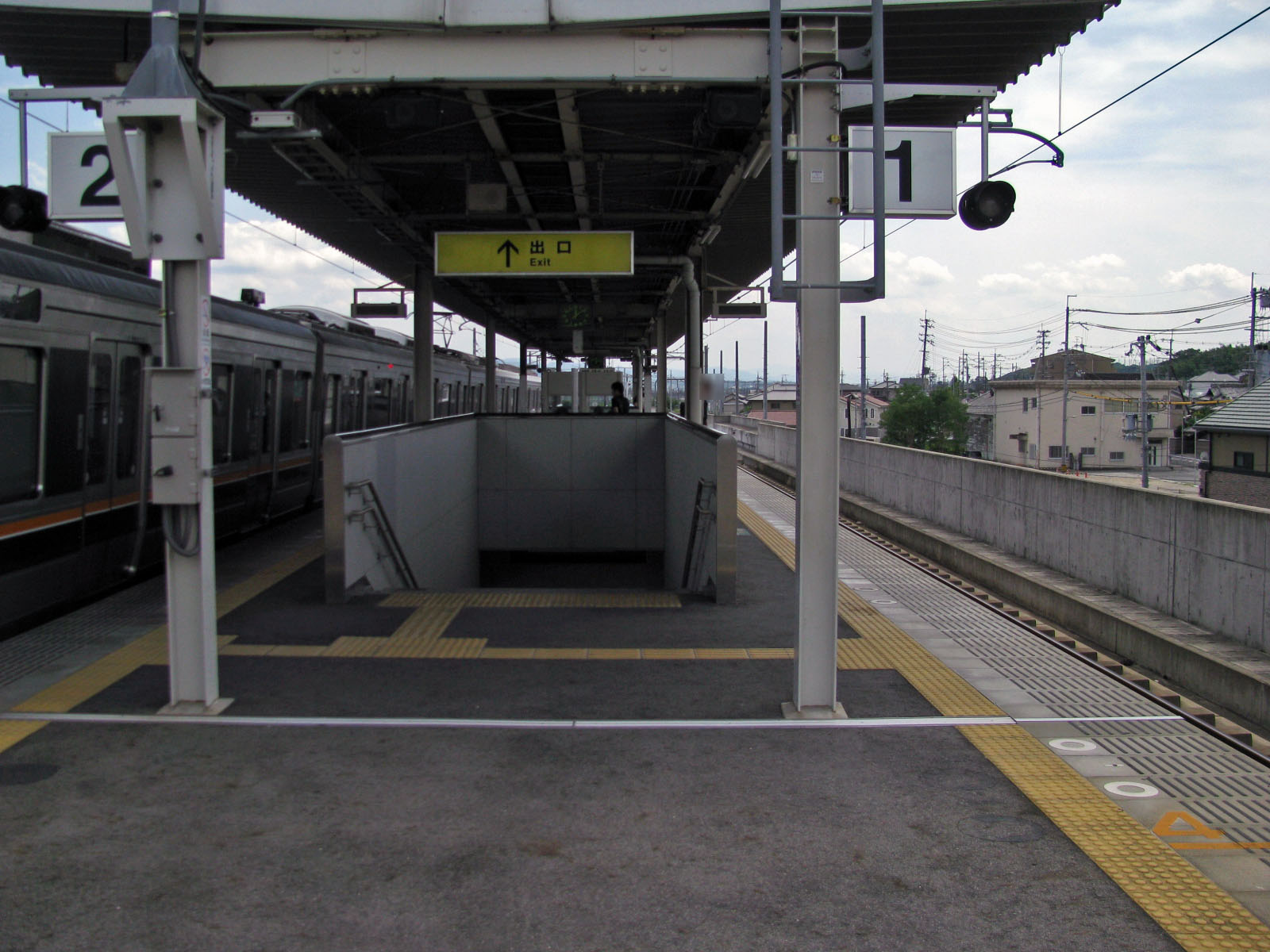
ホーム（2008年8月）

## 利用状況
2006年度までは、片町線の駅では最も利用客が少なかった。近年は近隣で住宅やマンションが開発され、利用客が増加傾向にある。JR西日本の移動等円滑化取組報告書によれば、2023年度の1日当たりの利用者数は1,924人。
「京都府統計書」によると、1日平均乗車人員は以下の通りである。
| 年度   | 一日平均 乗車人員 |
| ------ | ----------------- |
| 1999年 | 367               |
| 2000年 | 364               |
| 2001年 | 342               |
| 2002年 | 348               |
| 2003年 | 362               |
| 2004年 | 384               |
| 2005年 | 381               |
| 2006年 | 425               |
| 2007年 | 499               |
| 2008年 | 534               |
| 2009年 | 608               |
| 2010年 | 671               |
| 2011年 | 743               |
| 2012年 | 795               |
| 2013年 | 805               |
| 2014年 | 838               |
| 2015年 | 899               |
| 2016年 | 934               |
| 2017年 | 951               |
| 2018年 | 1,003             |
| 2019年 | 1,068             |
| 2020年 | 814               |
| 2021年 | 838               |
| 2022年 | 882               |

## 駅周辺
駅前のバスターミナルは、同志社京田辺キャンパス（同志社大学・同志社女子大学・同志社国際中学校・高等学校）方面へのバスの発着が多い。同志社京田辺キャンパスの最寄駅はJR同志社前駅や近鉄興戸駅だが、両駅にはバスが乗り入れていない。そのため、奈良交通は当駅と近鉄三山木駅を同志社へのバスの玄関口と位置付け、バス利用の促進のため同志社の学生・教職員を対象とした特別割引回数券を販売している。
駅前が整備され、隣接する近鉄三山木駅との間には奈良交通バスが乗り入れるバスターミナル、タクシー乗り場、自家用車送迎用スペースがある。
- 同志社大学京田辺キャンパス
- 同志社女子大学京田辺キャンパス
- 同志社国際中学校・高等学校
- 近鉄京都線 三山木駅
- 京田辺市立三山木小学校
- 田辺三山木郵便局
- 京都府道22号八幡木津線
- 京都府道65号生駒井手線
- スーパーマーケットバロー京田辺店

## 隣の駅
西日本旅客鉄道（JR西日本）
 学研都市線（片町線）
■快速・■区間快速・■普通
下狛駅 (JR-H21) - JR三山木駅 (JR-H22) - 同志社前駅 (JR-H23)